# Tulio Hernández Gómez
Tulio Hernández Gómez (Calpulalpan, Tlaxcala, 26 de mayo de 1938-San Esteban Tizatlán, Tlaxcala, 16 de septiembre de 2023) fue un político mexicano, miembro del Partido Revolucionario Institucional. Fue gobernador de Tlaxcala entre 1981 y 1987.

## Biografía
Es licenciado en Derecho egresado de la Universidad Nacional Autónoma de México, donde también ha sido catedrático en la Escuela Preparatoria número 1 y en la Facultad de Derecho. Ejerció también como catedrático de la Universidad Autónoma de Tlaxcala. Su padre, Francisco Hernández y Hernández, fue diputado y senador por Tlaxcala, así como líder de la Confederación Nacional Campesina. Estuvo casado en dos ocasiones: con Margarita de Valle-Arizpe; y con la actriz Silvia Pinal, de 1982 a 1995; su hija, Helena Hernández de Valle-Arizpe es promotora cultural y funcionaria de la Secretaría de Cultura.
Ha ocupado numerosos cargos políticos, miembro del PRI desde 1953, de ese año a 1955 fue secretario de Acción Cultura de la dirección juvenil del partido en el Distrito Federal, de 1956 a 1959 director juvenil del comité estatal del PRI en Tlaxcala y de 1959 a  en 1964 fue subdirector nacional del sector juvenil del comité nacional del PRI. Paralelamente, de 1958 a 1961 fue secretario auxiliar del presidente de la Gran Comisión de la Cámara de Diputados en la XLIV Legislatura, Emilio Sánchez Piedras, y de 1959 a 1964 jefe del departamento de Capacitación Cívica y Coordinador de las Casas de la Juventud en el Instituto Nacional de la Juventud Mexicana.
Fue elegido por primera ocasión diputado federal por el Distrito 1 de Tlaxcala a la XLVI Legislatura que concluyó en 1967. De 1968 a 1970 fue secretario auxiliar del comité nacional del PRI y entre 1969 y 1976 fungió como asesor del gobernador de Tamaulipas, Manuel A. Ravizé Richer; del gobernador del Estado de México, Carlos Hank González; y del director general de la Compañía Nacional de Subsistencias Populares (CONASUPO); así como del secretario de Hacienda y Crédito Público, Mario Ramón Beteta de 1975 a 1976.
Fue nombrado delegado en Azcapotzalco, Distrito Federal entre 1976 y 1979, por nombramiento del entonces regente Hank González y oficial mayor de la Secretaría de Gobernación de 1979 a 1980 por su titular Enrique Olivares Santana. Renunció a este puesto al ser postulado candidato del PRI a gobernador de Tlaxcala, resultando triunfador en las elecciones de ese año y ejerció el cargo del 15 de enero de  1981 al 14 de enero de 1987. Al terminar el cargo, de 1987 a 1988 fue miembro del consejo consultivo del PRI y de 1988 a 1989 presidente de la comisión coordinadora de convenciones del comité ejecutivo nacional. 
En 1989 fue nombrado consejero del jefe del Departamento del Distrito Federal, Manuel Camacho Solís, y de ese mismo año a 1990 fue presidente del PRI en el Distrito Federal. En 1997 fue elegido por segunda ocasión diputado federal, en esta ocasión por la vía de la representación proporcional a la LVII Legislatura que tuvo su término en 2000 y en la que fue integrante del comité de Administración; y de las comisiones del Distrito Federal; de Gobernación y Puntos Constitucionales; Jurisdiccional; y, de Seguridad Social.
Tras encontrarse retirado de la política activa, volvió a los medios de comunicación el 5 de agosto de 2017 se reportó su desaparición después de haber asistido a una comida de miembros de su partido; tras lo que se le localizó el mismo día y fue reunido con sus familiares.
Falleció coincidentemente, el día 16 de septiembre de 2023, cumpleaños de su exesposa Silvia Pinal, en su domicilio en San Esteban Tizatlán, Tlaxcala, a los 85 años de edad.